# Ischnura filosa
Ischnura filosa là một loài chuồn chuồn kim trong họ Coenagrionidae.
Ischnura filosa được miêu tả khoa học năm 1951 bởi Schmidt.